# Cavad
Cavad (ryska: Джавад) är en ort i Azerbajdzjan.   Den ligger i distriktet Sabirabad Rayonu, i den centrala delen av landet, 130 km väster om huvudstaden Baku. Antalet invånare är 3 151.
Terrängen runt Cavad är mycket platt. Runt Cavad är det ganska tätbefolkat, med 72 invånare per kvadratkilometer.. Närmaste större samhälle är Saatlı, 14,9 km sydväst om Cavad.
Trakten runt Cavad består till största delen av jordbruksmark.